# Change (新しい学校のリーダーズの曲)
「Change」（チェンジ）は、新しい学校のリーダーズの楽曲。2024年7月19日に配信限定シングルとしてリリースされた。

## 概要
前作「HELLO (from The Tiger's Apprentice)」より約5か月後のリリース。
本楽曲は映画「もしも徳川家康が総理大臣になったら」の主題歌に起用された。
ライブでのパフォーマンス時は、サビの「Ch-ch-ch-ch-Change!」の歌詞に合わせて観客がタオルを振り回すのが定番となっている。